# Juan Carlos Sánchez (1956)
Juan Carlos Sánchez Frías (Formosa, 1º settembre 1956) è un allenatore di calcio ed ex calciatore argentino naturalizzato boliviano, di ruolo attaccante.

## Carriera

### Club
Sánchez inizia a giocare nel Gimnasia (J).
Nel 1979 viene prelevato dal Guabirá, con il quale gioca per due anni. Gioca in diversi club boliviani, ma vive il suo periodo migliore al Club Blooming, con il quale segna 147 reti. Nel 1986 con il club bianco-azzurro vince il titolo cannonieri della Coppa Libertadores con 11 gol, di cui 6 rifilati al Deportivo Italia nella partita vinta per 8-0. Chiude la carriera nel 1992 al San José.
Attualmente è al 2º posto nella lista dei cannonieri della Prima Divisione boliviana, con 263 gol.

### Nazionale
Sánchez esordisce con la Bolivia nel 1985. In 5 presenze segna un gol.

### Allenatore
Dopo il ritiro allena il Guabirá, il Blooming e la Bolivia Under-17.

## Palmarès

### Club

#### Competizioni nazionali
- Liga del Fútbol Profesional Boliviano: 1

Blooming: 1984

### Individuale
- Capocannoniere del campionato boliviano: 4

1980 (21 gol), 1981 (30 gol), 1983 (30 gol), 1990 (20 gol)
- Capocannoniere della Coppa Libertadores: 1

1985 (11 gol)